# La Florida, Sayula de Alemán
La Florida är en ort i Mexiko.   Den ligger i kommunen Sayula de Alemán och delstaten Veracruz, i den sydöstra delen av landet, 500 km öster om huvudstaden Mexico City. La Florida ligger 32 meter över havet och antalet invånare är 127.
Terrängen runt La Florida är platt. Runt La Florida är det glesbefolkat, med 10 invånare per kvadratkilometer. Närmaste större samhälle är Veinte de Noviembre, 7,6 km öster om La Florida. Omgivningarna runt La Florida är en mosaik av jordbruksmark och naturlig växtlighet.